# Distrikt Eten
Der Distrikt Eten (alternative Schreibweise: Distrikt Etén) liegt in der Provinz Chiclayo in der Region Lambayeque im Nordwesten von Peru. Der Distrikt erstreckt sich über eine Fläche von 84,78 km². Beim Zensus 2017 wurden 11.993 Einwohner gezählt. Im Jahr 1993 lag die Einwohnerzahl bei 11.195, im Jahr 2007 bei 10.673. Sitz der Distriktverwaltung ist die Stadt Eten mit 10.539 Einwohnern (Stand 2017). Eten liegt am Südufer des Río Chancay unmittelbar oberhalb dessen Mündung in den Pazifischen Ozean. Außerdem befindet sich Eten 15 km südlich vom Stadtzentrum der Regions- und Provinzhauptstadt Chiclayo.

## Geographie
Der Distrikt Eten befindet sich an der Pazifikküste. Ein schmaler Küstenstreifen, der den Distrikt Puerto Eten bildet, trennt den zentralen Bereich des Distrikts vom Meer. Im äußersten Westen des Distrikts liegt der Siedlungsbereich. Ansonsten besteht der Distrikt aus Wüste. Der Distrikt Eten grenzt im Nordwesten an die Distrikte Santa Rosa und Monsefú, im Norden an den Distrikt Reque sowie im Osten an den Distrikt Lagunas.

## Wallfahrtsort und Wallfahrtskirche
Der Überlieferung zufolge erschien 1649, am Vorabend des Fronleichnamsfestes, auf einer konsekrierten Hostie, die in der damaligen Pfarrkirche Santa María Magdalena zur eucharistischen Anbetung ausgesetzt war, das Abbild des Jesuskindes. Die Nachricht verbreitete sich, und die Kirche zog Scharen von Gläubigen an. Eten gilt als die „dritte Eucharistische Stadt“ (span.: Tercera ciudad eucarística del mundo) weltweit, nach Jerusalem und Padua.
Bis heute kommen Tausende von Pilgern. Für die Wallfahrer wurde die neue Pfarrkirche Santa María Magdalena gebaut und, als auch diese zu klein wurde, die Wallfahrtskirche des wundertätigen Göttlichen Kindes (span.: Santuario Divino Niño del Milagro), 200 Meter neben der Pfarrkirche.
Alljährlich wird vom 12. bis zum 24. Juli in Eten das Fest des Divino Niño del Milagro gefeiert, eines der großen Volksfeste Perus, zu dem auch viele Pilger aus dem benachbarten Ecuador kommen. Das Fest wird von einer Bruderschaft, der Hermandad Santa María Magdalena y Divino Niño del Milagro Eucarístico ausgerichtet.

## Persönlichkeiten
- Pedro Ruiz Gallo (1838–1880), peruanischer Offizier und Erfinder, wurde in Eten geboren.